# Opperste Sovjet van de Russische Federatie
De Opperste Sovjet van de Russische Federatie (Russisch: Верховный Совет РСФСР, Verochni Sovet RSFSR) was onder de naam Opperste Sovjet van de Russische Socialistische Federatieve Sovjetrepubliek (ерховный Совет Российской Федерации) tussen 1938 en 1990 grondwettelijk gezien het belangrijkste regeringsorgaan (met wetgevende en uitvoerende bevoegdheden) van socialistisch Rusland en van 1990 tot 1993 het permanente parlement van de Russische Federatie, gekozen uit het midden van het Congres van Volksafgevaardigden. In 1993 werd de Opperste Sovjet ontbonden en vervangen door een tweekamerparlement bestaande uit de Staatsdoema (lagerhuis) en de Federatieraad (hogerhuis). 
Sinds 1981 was de Opperste Sovjet van de RSFSR gevestigd in het Witte Huis.

## Geschiedenis
Sinds 1938 kende de Russische Socialistische Federatieve Sovjetrepubliek (RSFSR) als hoogste machtsorgaan van de deelrepubliek. Voor die tijd kende men het Al-Russische Congres van Sovjets (1918-1938) als opperste machtsorgaan. Per 115.000 kiezers was er een zetel. Tussen 1978 en 1990 was er een vast aantal zetels, te weten 975. De Opperste Sovjet van de RSFSR, was analoog naar de Opperste Sovjet van de USSR, meer dan alleen een parlement met wetgevende macht; het bezat ook uitvoerende bevoegdheden. Uit het midden van haar leden koos men een Presidium van de Opperste Sovjet en de voorzitter van het presidium gold als het staatshoofd van de RSFSR. In 1988 en 1989, tijdens de jaren van perestrojka, werden de verschillende Opperste Sovjets van de deelrepublieken van de Sovjet-Unie hervormd en kregen meer invloed. Het aantal leden van de Opperste Sovjet van de RSFSR werd teruggebracht tot 252. Een nieuwe kieswet zorgde ervoor dat de Opperste Sovjet niet meer rechtstreeks, maar getrapt zouden worden gekozen. Bij verkiezingen werd door de stemgerechtigden een Congres van Volksafgevaardigden gekozen die voortaan de Opperste Sovjet zou kiezen tijdens een geheime stemming. De Opperste Sovjet van de RSFSR werd in 1989 onderverdeeld in twee Kamers, een Sovjet van de Republiek (Совет Республики) en een Sovjet van Nationaliteiten (Совет Национальностей). Het eerste orgaan bestond uit vertegenwoordigers van districten en het tweede orgaan bestond uit vertegenwoordigers van autonome deelstaten, regio's etc. Het Presidium van de Opperste Sovjet werd afgeschaft.
De laatste verkiezingen voor de Opperste Sovjet van de RSFSR vonden in mei en juni 1990 plaats toen het Congres van Volksafgevaardigden (gekozen in maart van dat jaar) een nieuwe Opperste Sovjet koos. Boris Jeltsin werd gekozen tot voorzitter.

### Russische Federatie
Met de ontbinding van de Sovjet-Unie in 1991 werd de RSFSR een zelfstandig land onder de naam Russische Federatie. De Opperste Sovjet werd omgevormd tot een parlement en bezat geen uitvoerende bevoegdheden meer. De voorzitter van de Opperste Sovjet was ook geen staatshoofd meer van Rusland, de functie van staatshoofd was al overgenomen door de president van de Russische Federatie. Binnen de Opperste Sovjet domineerden communisten (de CPSU/RF was in 1991 verboden) en nationalisten die tegenstander waren van het economische beleid van president Jeltsin. Op 21 september 1991 schorste Jeltsin de Opperste Sovjet wat leidde tot een patstelling tussen de president en het parlement. De Opperste Sovjet verwierp de schorsing en bleef bijeenkomen. Als gevolg hiervan ontstond de constitutionele crisis van 1993, waarbij de Opperste Sovjet uiteindelijk het onderspit moest delven. In oktober 1993 werd de Opperste Sovjet afgeschaft en vervangen door de Staatsdoema en de Federatieraad.

### Sessies van de Opperste Sovjet van de Russische Federatie
- 13 juni - 14 juli 1990
- 3 september - 27 december 1990
- 21 januari - 6 juli 1991
- 21 - 22 augustus 1991 (tijdens de mislukte staatsgreep)
- 19 september 1991 - 17 juli 1992
- 23 september - 25 december 1992
- 14 januari - 31 juli 1993
- 6 augustus - 17 september 1993 (buitengewoon)
- 21 september - 4 oktober 1993

## Voorzitters van het Presidium van de Opperste Sovjet (1938-1990)
| Naam                                                         | Termijn                             |
| ------------------------------------------------------------ | ----------------------------------- |
| Alexej Badajev                                               | 19 juli 1938 – 4 maart 1944         |
| Ivan Vlasov (wnd.)                                           | 9 april 1943 – 4 maart 1944         |
| Nikolaj Sjvernik                                             | 4 maart 1944 – 25 juni 1946         |
| Ivan Vlasov                                                  | 25 juni 1946 – 7 juli 1950          |
| Michail Tarasov                                              | 7 juli 1950 – 16 april 1959         |
| Nikolaj Ignatov                                              | 16 april – 26 november 1959         |
| Nikolaj Organov                                              | 26 november 1959 – 20 december 1962 |
| Nikolaj Ignatov                                              | 20 december 1962 – 14 november 1966 |
| Vacant (Vice-voorzitters: Timofej Achazov and Pjotr Sisojev) | 14 november - 23 december 1966      |
| Michail Jasnov                                               | 23 december 1966 – 26 maart 1985    |
| Vladimir Orlov                                               | 26 maart 1985 – 3 oktober 1988      |
| Vitali Vorotnikov                                            | 3 oktober 1988 – 29 mei 1990        |

## Voorzitters van de Opperste Sovjet van de Russische Federatie (1990-1993)
| Afbeelding                              | Naam                        | Termijn                          | Politieke partij |
| --------------------------------------- | --------------------------- | -------------------------------- | ---------------- |
|                                         | Boris Jeltsin               | 29 mei 1990 – 10 juli 1991       | Partijloos       |
|                                         | Roeslan Chasboelatov (wnd.) | 10 juli 1991 – 29 oktober 1991   | CPSU(a)          |
|                                         | Roeslan Chasboelatov        | 29 oktober 1991 – 4 oktober 1993 | Partijloos       |
| (a)Tot augustus 1991, daarna partijloos |                             |                                  |                  |